# Richard Twining
Pour les articles homonymes, voir Twining.
Richard Twining est un marchand britannique de thé pour Twinings et directeur de la Compagnie britannique des Indes orientales de 1793 à 1816.

## Biographie
Richard Twining est un des trois fils de Daniel Twining, et fils de Mary Little, sa deuxième femme. Il naît à Devereux Court (en) en 1749 et étudie au collège d'Eton.
À l'âge de seize ans, il intègre l'entreprise familiale Twinings, fondée par son grand-père Thomas Twining, et il en prend la tête en 1771, onze ans avant son frère John Twining.
Il participe à la mise en place du Commutation Act de 1784 à 1786, ce qui augmente considérablement les recettes du commerce du thé. À la même époque, il est président de la Tea Dealers Association.
En 1793, il est élu directeur de la Compagnie britannique des Indes orientales. Il a jusque-là publié trois articles sur le commerce du thé. Une de ses premières actions est de promulguer un règlement qui interdit aux directeurs, comme lui, de commercer directement avec l'Inde. Il joue un rôle important dans les affaires de la compagnie jusqu'à sa démission en 1816, motivée par des problèmes de santé.
Twining voyage à travers toute l'Europe et en fait le sujet de journaux et de lettres à son demi-frère Thomas Twining. Des extraits sont publiés en 1887 par son petit-fils Richard Twining, sous le nom de Selections from Papers of the Twining Family. Il meurt le 23 avril 1824.